# Vancouver-South Granville (circonscription britanno-colombienne)
Pour les articles homonymes, voir Vancouver (homonymie) et South Granville.
Circonscription électorale provinciale du Canada
Vancouver-South Granville est une circonscription provinciale de la Colombie-Britannique représentée à l'Assemblée législative de la Colombie-Britannique depuis 2024.

## Géographie
En 2024, la circonscription représente une partie de la ville de Vancouver incluant le quartier South Granville (en), l'est de Kitsilano et l'ouest de Fairview (en), ainsi que Granville Island.

## Liste des députés
| Législature | Années | Député | Député | Parti |
| Vancouver-South Granville Circonscription issue de Vancouver-Fairview, Vancouver-False Creek et Vancouver-Point Grey | Vancouver-South Granville Circonscription issue de Vancouver-Fairview, Vancouver-False Creek et Vancouver-Point Grey | Vancouver-South Granville Circonscription issue de Vancouver-Fairview, Vancouver-False Creek et Vancouver-Point Grey | Vancouver-South Granville Circonscription issue de Vancouver-Fairview, Vancouver-False Creek et Vancouver-Point Grey | Vancouver-South Granville Circonscription issue de Vancouver-Fairview, Vancouver-False Creek et Vancouver-Point Grey |
| --- | --- | --- | --- | --- |
| 43e | 2024–en cours | | Brenda Bailey (en)                                                                                                   | Néo-démocrate |

## Résultats électoraux
Modèle:Élection générale britanno-colombienne de 2024 — Vancouver-South Granville